# Bundesstraße 475
De Bundesstraße 475 (kortweg B475) is een Duitse bundesstraße in de deelstaten Noordrijn-Westfalen en Nedersaksen. De B475 vormt een belangrijke verbinding in het Münsterland en verbindt Rheine via Glandorf en Beckum naar de A44 bij Soest.
Het eerste gedeelte van de huidige B475 ten zuiden van Rheine werd in 1894 aangelegd. In 1965 werd de weg tussen Glandorf en Soest toegevoegd aan het bundesstraßen-net om dit net te kunnen verbeteren. De weg werd genummerd als B475. In 1968 werd besloten om de weg tussen Glandorf en Rheine ook onderdeel te maken van de B475.
Tussen Warendorf en de deelstaatgrens met Nedersaksen wordt veel op snelheidsovertredingen gecontroleerd, omdat de aanwezigheid van een pechstrook uitnodigd tot snelheidsovertredingen, hoewel de weg slechts als tweestrooksweg is uitgevoerd.

## Bundesstraße 475n
Om de verkeersstromen niet meer door de binnenstad te laten verlopen is een rondweg aangelegd rond Soest, die bekendstaat als Bundesstraße 475n (kortweg B475n). Hierdoor verloopt de B475 in Soest niet meer tezamen met de B1.
B1 · B3 · B7 · B8 · B9 · B10 · B26 · B27 · B35 · B37 · B38 · B39 · B40 · B41 · B42 · B43 · B43a · B44 · B45 · B47 · B48 · B49 · B50 · B51 · B52 · B53 · B54 · B55 · B55a · B56 · B56n · B57 · B58 · B59 · B61 · B62 · B63 · B64 · B65 · B66 · B66n · B67 · B68 · B70 · B80 · B83 · B84 · B219 · B220 · B221 · B223 · B224 · B225 · B226 · B227 · B228 · B229 · B230 · B231 · B233 · B234 · B235 · B236 · B237 · B238 · B239 · B241 · B249 · B250 · B251 · B252 · B253 · B254 · B255 · B256 · B257 · B258 · B259 · B260 · B261 · B262 · B263 · B264 · B265 · B266 · B267 · B268 · B269 · B270 · B271 · B272 · B274 · B275 · B277a · B278 · B279 · B284 · B288 · B323 · B324 · B326 · B327 · B399 · B400 · B403 · B405 · B406 · B407 · B409 · B410 · B411 · B412 · B413 · B414 · B416 · B417 · B418 · B419 · B420 · B421 · B422 · B423 · B424 · B426 · B427 · B428 · B429 · B448 · B449 · B450 · B451 · B452 · B453 · B454 · B455 · B456 · B457 · B458 · B459 · B460 · B469 · B473 · B474 · B475 · B476 · B477 · B478 · B479 · B480 · B481 · B482 · B483 · B484 · B485 · B486 · B487 · B488 · B489 · B499 · B504 · B506 · B507 · B508 · B509 · B510 · B511 · B513 · B514 · B515 · B516 · B517 · B519 · B520 · B521 · B525 · B528 · B611
B1 · B3 · B3n · B4 · B5 · B6 · B6n · B27 · B51 · B61 · B64 · B65 · B68 · B69 · B70 · B71 · B72 · B73 · B74 · B74n · B75 · B79 · B80 · B82 · B83 · B188 · B190n · B191 · B195 · B207 · B209 · B210 · B211 · B212 · B213 · B214 · B215 · B216 · B217 · B218 · B238 · B239 · B240 · B241 · B242 · B243 · B243a · B244 · B245a · B247 · B248 · B322 · B401 · B402 · B403 · B404 · B408 · B431 · B433 · B434 · B435 · B436 · B437 · B438 · B439 · B440 · B441 · B442 · B443 · B444 · B445 · B446 · B447 · B461 · B475 · B482 · B490 · B493 · B494 · B495 · B496 · B497 · B524 · B530